# Le svedesi
Le svedesi è un film del 1960 diretto da Gian Luigi Polidoro.

## Trama
Fabrizio, Peppino e Alessio partono per la Svezia sognando avventure amorose. All'arrivo vengono ospitati da un amico residente nel paese. Quest'ultimo però, in difficoltà finanziare, ruba la merce con cui i tre amici volevano fare un piccolo contrabbando, per rivenderla. Così, dato che non hanno più la merce e visto che con le ragazze non è andata come si aspettavano, decidono di tornare in Italia.